# Волочаївська вулиця (Конотоп)
Вулиця Волочаївська — одна з найстаріших вулиць міста Конотоп Сумської області.

## Розташування
Розташована в історичній частині міста. Пролягає від вулиці Батуринської до вулиці Успенсько-Троїцької.

## Назва
За думкою деяких дослідників, назва походить від слова «волочити» або «тягти волоком».

## Історія
Існує з XVIII століття. Вперше згадується у 1782 році.
З XVIII до початку XX століття частина вулиці від Красногірської вулиці до Батуринської вулиці, називалась Завальна вулиця. Назва походила від розташування вулиці за зовнішньою частиною західної стіни Конотопської фортеці.
Частина вулиці від Соборної вулиці до вулиці Батуринської з 1920-х років — вулиця Герасимівська. Назва могла походити від ім'я, прізвища чи прізвиська «Герасим», «Герасимов», що належала особі, яка мала відношення до вулиці.
Частина вулиці від Успенсько-Троїцької до вулиці Соборної з 1920-х років — вулиця Місаківська.
З середини ХХ століття утворено Волочаївську вулицю.